# Slaviša Žungul
Slaviša Žungul, también conocido como Steve Zungul (Požarevac, 28 de julio de 1954), es un exfutbolista croata. Jugaba como delantero y destacó tanto en fútbol como en fútbol indoor.
Inició su carrera en las filas del Hajduk Split e incluso jugó 14 encuentros con la selección de fútbol de Yugoslavia. En diciembre de 1978 aprovechó un permiso vacacional para fugarse a Nueva York con la intención de firmar un contrato profesional en la pujante North American Soccer League. Pero la federación yugoslava consiguió que la FIFA le vetara de todas sus competiciones, por lo que se vio obligado a cambiar de deporte y pasarse al fútbol indoor. Es el máximo goleador en la historia de la Major Indoor Soccer League, con un récord de 652 anotaciones y 471 asistencias, y fue una de las figuras más destacadas de la época dorada del fútbol estadounidense.

## Biografía

### Carrera en Hajduk Split
Nació en Požarevac, Yugoslavia (actualmente en Serbia) como Slaviša Ivanović. Su padre biológico falleció cuando aún era un bebé y su madre se casó poco tiempo después, por lo que la familia se trasladó a Kaštela, una localidad cercana a Split (Croacia), y el niño recibió el apellido de su padrastro, Slaviša Žungul. Conserva la nacionalidad croata.
A los 16 años comenzó su carrera futbolística en el Hajduk Split, el equipo más importante de su ciudad. Debutó como profesional en 1972 y se mantuvo como el delantero titular hasta 1978. En sus seis temporadas con el club dálmata ganó dos ligas de Yugoslavia (1973-74 y 1974-75) y cuatro copas (1973, 1974, 1976 y 1977), mientras que su registro personal fue de 176 goles en 303 partidos oficiales. En el terreno de juego destacó por ser un delantero de área con buena definición y visión de juego, mientras que fuera de él seguía un estilo de vida bohemio y se le relacionaba a menudo con modelos, cantantes y actrices.
A nivel internacional fue convocado por la selección de fútbol de Yugoslavia en catorce ocasiones, llegando a disputar la Eurocopa 1976.

### Trayectoria en Estados Unidos
En 1978 Žungul tenía 24 años y había recibido ofertas de la North American Soccer League (NASL) de Estados Unidos. Las leyes de Yugoslavia solo permitían trasladarse a otro país a los deportistas que cumplían el servicio militar obligatorio y eran mayores de 28 años. Aunque podía haber conseguido un permiso especial por edad, el requisito militar era imprescindible. El 3 de diciembre, y aprovechando el parón navideño de la liga, pidió permiso al club para irse de vacaciones a Nueva York con su novia de entonces, la cantante Moni Kovačič —la primera yugoslava que apareció en la revista Playboy—. Los dirigentes del Hajduk Split no sospecharon nada y le dejaron, pero Slaviša nunca regresó.
Ya en Estados Unidos fichó por el New York Arrows de la recién creada Major Indoor Soccer League (MISL), convencido por el entrenador yugoslavo Dragan Popović. Su plan inicial era jugar la liga de fútbol indoor en invierno para mantener la forma y esperar al inicio de la temporada 1979 (la NASL se jugaba en los meses de verano) para firmar un contrato. El movimiento tuvo mucha repercusión en su país natal y la Asociación de Fútbol de Yugoslavia, indignada por la fuga, logró que la FIFA le vetara de todas sus competiciones. Esto obligó al delantero a quedarse en la MISL y adaptarse al estilo de juego del fútbol indoor: más rápido, con un terreno de juego muy reducido y con rivales de inferior categoría a los que participaban en la liga de fútbol asociación.
En el torneo indoor se hizo llamar Steve Zungul y se consolidó como la estrella de la MISL. Su equipo ganó la temporada inaugural de 1978-79 y revalidó el título durante tres temporadas consecutivas más, con un vestuario en el que también estaban Branko Šegota (internacional con Canadá en México 1986) y el guardameta Shep Messing entre otros. Desde 1980 hasta 1982 Žungul fue el máximo goleador con unos registros muy por encima de la media: en la campaña 1980-81 logró un récord de 108 goles en 40 partidos, y un año después la cifra se quedó en 103 anotaciones. En aquella época su salario era de 150.000 dólares al año, mantenía un elevado nivel de vida y participaba en una liga muy popular entre el público. Aun así, siguió luchando judicialmente para que la FIFA levantara el veto e incluso llevó el caso a juicio.
En 1982 fue traspasado a un equipo de fútbol once, Golden Bay Earthquakes, que ese año también jugaba la liga de fútbol indoor. Al término del campeonato se retiró su veto, lo que significaba que Žungul podría jugar con Golden Bay la North American Soccer League. A pesar de que llevaba cuatro años apartado de la competición FIFA, su calidad no se resintió: permaneció dos campañas y en la temporada 1984 fue máximo goleador y jugador más valioso, con una marca de 20 goles y 10 asistencias en 24 encuentros. A pesar de esos registros, no ganó la liga.
La NASL desapareció en 1984 y Steve Zungul regresó a la liga de fútbol indoor. Entre 1984 y 1986 jugó en San Diego Sockers, con el que fue jugador más valioso del torneo en dos ocasiones; después se marchó a los Tacoma Stars durante dos temporadas y por último regresó a San Diego, donde se retiró en 1990 como el máximo goleador de la historia de la MISL, con 652 tantos y 471 asistencias. Tras abandonar el fútbol se apartó por completo de la vida pública. Reside en California con su esposa y sus dos hijos.

## Trayectoria
| Club                   | País           | Año       | Deporte       |
| ---------------------- | -------------- | --------- | ------------- |
| Hajduk Split           | Yugoslavia     | 1972-1978 | Fútbol        |
| New York Arrows        | Estados Unidos | 1978-1982 | Fútbol indoor |
| Golden Bay Earthquakes | Estados Unidos | 1982-1984 | Fútbol        |
| San Diego Sockers      | Estados Unidos | 1984-1986 | Fútbol indoor |
| Tacoma Stars           | Estados Unidos | 1986-1988 | Fútbol indoor |
| San Diego Sockers      | Estados Unidos | 1988-1990 | Fútbol indoor |